# Saulces-Monclin
Saulces-Monclin è un comune francese di 681 abitanti situato nel dipartimento delle Ardenne nella regione del Grand Est.

## Società

### Evoluzione demografica
Abitanti censiti